# Polyergus samurai
Polyergus samurai é uma espécie de insecto da família Formicidae.
É endémica de Japão.